# Internationaux de Strasbourg 2015
Internationaux de Strasbourg 2015 byl tenisový turnaj pořádaný jako součást ženského okruhu WTA Tour, který se hrál na otevřených antukových dvorcích městského areálu. Konal se mezi 17. až 23. květnem 2015 ve francouzském Štrasburku jako 29. ročník turnaje.
Turnaj s rozpočtem 250 000 dolarů patřil do kategorie WTA International Tournaments. Nejvýše nasazenou hráčkou ve dvouhře se stala světová sedmnáctka Madison Keysová ze Spojených států, která před čtvrtfinále z turnaje odstoupila. Dvouhru vyhrála australská tenistka Samantha Stosurová. Deblovou soutěž opanovala tchajwansko-čínská dvojice Čuang Ťia-žung a Liang Čchen.

## Distribuce bodů a finančních odměn

### Distribuce bodů
| Soutěž  | vítězky | finalistky | semifinalistky | čtvrtfinalistky | 16 v kole | 32 v kole | Q  | Q2 | Q1 |
| ------- | ------- | ---------- | -------------- | --------------- | --------- | --------- | -- | -- | -- |
| dvouhra | 280     | 180        | 110            | 60              | 30        | 1         | 18 | 12 | 1  |
| čtyřhra | 280     | 180        | 110            | 60              | 1         | —         | —  | —  | —  |

### Finanční odměny
| Soutěž                                | vítězky | finalistky | semifinalistky | čtvrtfinalistky | 16 v kole | 32 v kole | Q2   | Q1   |
| ------------------------------------- | ------- | ---------- | -------------- | --------------- | --------- | --------- | ---- | ---- |
| dvouhra                               | €34 677 | €17 258    | €9 274         | €4 980          | €2 742    | €1 694    | €823 | €484 |
| čtyřhra                               | €9 919  | €5 161     | €2 770         | €1 468          | €774      | —         | —    | —    |
| částky ve čtyřhře jsou uváděny na pár |         |            |                |                 |           |           |      |      |

## Ženská dvouhra

### Nasazení
| Stát                           | Hráčka             | WTA | Nasazení |
| ------------------------------ | ------------------ | --- | -------- |
| USA                            | Madison Keysová    | 17. | 1.       |
| Srbsko                         | Jelena Jankovićová | 20. | 2.       |
| Austrálie                      | Samantha Stosurová | 27. | 3.       |
| Francie                        | Alizé Cornetová    | 28. | 4.       |
| Kazachstán                     | Zarina Dijasová    | 34. | 5.       |
| USA                            | Coco Vandewegheová | 35. | 6.       |
| USA                            | Madison Brengleová | 36. | 7.       |
| Německo                        | Mona Barthelová    | 38. | 8.       |
| Žebříček WTA k 11. květnu 2015 |                    |     |          |

### Jiné formy účasti
Následující hráčky obdržely divokou kartu do hlavní soutěže:
- Jelena Jankovićová
- Virginie Razzanová
- Francesca Schiavoneová
- Samantha Stosurová

Následující hráčky postoupily z kvalifikace:
- Gabriela Dabrowská
- Olga Govorcovová
- Sie Šu-wej
- Nadija Kičenoková
- Varvara Lepčenková
- Wang Čchiang
  -  Océane Dodinová – jako šťastná poražená

### Odhlášení
před zahájením turnaje
- Casey Dellacquová → nahradila ji Shelby Rogersová
- Jarmila Gajdošová → nahradila ji Lauren Davisová
- Julia Görgesová → nahradila ji Océane Dodinová
- Daniela Hantuchová → nahradila ji Irina Falconiová
- Kaia Kanepiová → nahradila ji Čeng Saj-saj
- Johanna Larssonová → nahradila ji Pauline Parmentierová
- Pcheng Šuaj → nahradila ji Aleksandra Krunićová

v průběhu turnaje
- Madison Keysová
- Lesja Curenková

### Skrečování
- Mona Barthelová
- Olga Govorcovová

## Ženská čtyřhra

### Nasazení
| Stát                                                                       | Hráčka               | Stát               | Hráčka             | WTA  | Nasazení |
| -------------------------------------------------------------------------- | -------------------- | ------------------ | ------------------ | ---- | -------- |
| Čínská Tchaj-pej                                                           | Čuang Ťia-žung       | Čína               | Liang Čchen        | 133. | 1.       |
| Ukrajina                                                                   | Nadija Kičenoková    | Čína               | Čeng Saj-saj       | 161. | 2.       |
| USA                                                                        | Raquel Kops-Jonesová | USA                | Taylor Townsendová | 163. | 3.       |
| Spojené království                                                         | Jocelyn Raeová       | Spojené království | Anna Smithová      | 172. | 4.       |
| Žebříček WTA k 11. květnu 2015; číslo je součtem umístění obou členek páru |                      |                    |                    |      |          |

### Jiné formy účasti
Následující pár obdržel divokou kartu do hlavní soutěže:
- Agata Barańská /  Victoria Munteanová

## Přehled finále

### Ženská dvouhra
- Samantha Stosurová def.  Kristina Mladenovicová, 3–6, 6–2, 6–3

### Ženská čtyřhra
- Čuang Ťia-žung /  Liang Čchen def.  Nadija Kičenoková /  Čeng Saj-saj, 4–6, 6–4, [12–10]